# John the Revelator / Lilian
«John the Revelator / Lilian» — подвійний сингл британської рок-групи Depeche Mode з альбому Playing the Angel, що вийшов у червні 2006. Видавався на різних носіях ( CD, DVD, грамофонна платівка), причому трекліст кожного видання різні. Це перший подвійний сингл групи з моменту виходу синглу «Blasphemous Rumours/Somebody» у 1984.